# Ichneumon luctuosus
Ichneumon luctuosus là một loài tò vò trong họ Ichneumonidae.